# Toralf Schnur
Toralf Schnur (* 9. Juni 1975 in Waren (Müritz)) ist ein deutscher Politiker (FDP). Von 2006 bis 2011 war er Mitglied des Landtages von Mecklenburg-Vorpommern.

## Leben
Schnur besuchte von 1982 bis 1984 die Goetheschule in Waren und anschließend von 1984 bis 1990 die Gustav-Sobottka-Schule. Von 1990 bis 1994 besuchte er das Richard-Wossidlo-Gymnasium, an dem er das Abitur machte. Anschließend leistete er den Wehrdienst bei der Deutschen Bundeswehr in Schwalmstadt und Neubrandenburg ab und studierte anschließend ein Jahr Rechtswissenschaften an der Universität Rostock. Im Jahr 1996 setzte er an der Universität Mainz sein Studium fort, wo er bis 2000 blieb. Anschließend studierte er ein Jahr Bauingenieurwesen an der Fachhochschule Neubrandenburg. Dies beendete er auch nicht, erst 2001 begann er ein Studium der Politikwissenschaften und Geschichte an der Universität Rostock. Er ist konfessionslos, ledig und hat zwei Kinder.

## Politik
Schnur ist Mitglied der FDP. Er war Kreisvorsitzender der FDP im Landkreis Müritz und Mitglied des dortigen Kreistages. Seit der Landtagswahl 2006 war er, über die FDP-Landesliste von Mecklenburg-Vorpommern, Abgeordneter im Landtag und haushaltspolitischer Sprecher der FDP-Fraktion. Nach der Landtagswahl in Mecklenburg-Vorpommern 2011 schied er aus dem Landtag aus. Von 2012 bis 2021 war Schnur Kreisvorsitzender des FDP-Kreisverbandes Mecklenburgische Seenplatte. 2021 trat er aus der FDP aus, nachdem Vorwürfe der sexuellen Belästigung gegen ihn erhoben worden waren. So hatte er in Textnachrichten gegenüber einem weiblichen Parteimitglied davon gesprochen, er suche jemanden „zum quatschen und bumsen“. Nachdem er 2021 wieder eingetreten war, wurde gegen ihn ein internes Schiedsverfahren wegen sexueller Belästigung eingeleitet. Der Landesvorstand verzichtete jedoch auf die Durchführung eines Hauptverfahrens, unter anderem, „um der Betroffenen ein Kreuzverhör vor dem Landesschiedsgericht zu ersparen“. Der Landesvorstand stellte zugleich aber klar, das Gremium bleibe „bei seiner Auffassung, dass es sich bei dem Verhalten von Herrn Schnur im September 2020 um einen Verstoß gegen den Code of Conduct der FDP gehandelt hat.“ 2023 wurde Schnur erneut zum Kreisvorsitzenden der FDP Mecklenburgische Seenplatte gewählt.

### Kontroverse
2023 verklagte Schnur einen kurz zuvor gegründeten Verein aus Waren (Müritz) auf Unterlassung und Schadensersatz nachdem es in den Kommentaren eines regionalen Onlinemagazins zu einem Wortgefecht mit Vorstandsmitgliedern kam. Auslöser war die Hauptausschusssitzung der Gemeinde in der über einen Bauspielplatz diskutiert wurde und dem Verein, der sich als einer der Träger des Projekts vorstellte, kritische Fragen zur Eignung gestellt wurden. Schnur ließ sich die Anwaltskosten für die Klage von der Stadt Waren (Müritz) erstatten. Dies wurde möglich durch einen Beschluss den Schnur selbst im Jahr 2014 in die Stadtvertretung eingebracht hatte. Schnur stimmte im Juni 2024 in der Verhandlung vor dem Landgericht einem Vergleich zu, löschte die entsprechenden Veröffentlichungen auf seiner privaten Facebookseite und muss die Kosten des Verfahrens tragen.